# Šimako Murai
Šimako Murai (japonsky 村井志摩子; 12. července 1928, Hirošima, Japonsko – 9. května 2018) byla japonská dramatička.
Vystudovala na Karlově Univerzitě v Praze, a přeložila do japonštiny díla Václava Havla, Josefa Topola, Milana Kundery, a libreta k operám Bedřicha Smetany a Leoše Janáčka. Je autorkou divadelní hry o Janu Letzelovi.

## Šimako a Československo
Šimako Murai přijela do Československa v roce 1959, aby se seznámila s divadelními postupy E. F. Buriana. Ten bohužel před jejím příjezdem zemřel, ale zaujala ji práce režiséra Otomara Krejči. Původně zamýšlená krátkodobá stáž přerostla v několikaletý pobyt. Při něm absolvovala obor divadelní věda na FF UK.
V šedesátých letech byla velmi populární díky sérii televizních pořadů Tajemství řeči které s ní natočil Karel Pech. V roce 1968 o ní natočil Karel Pech také dokumentární seriál Moje přítelkyně Šimako.
Po návratu do Japonska v roce 1969 vydala překlad několika českých divadelních her (Kundera, Topol, Havel). Některé z nich také v Tokiu inscenovala.

### Režie v Česku
- 1992, Slunečnice, Činoherní klub v Praze, režie českého překladu své hry.
- 1994, Déšť letáků, Činoherní klub v Praze, režie anglického znění (u příležitosti kongresu PEN Klubu v Praze).
- 1998, Eviččiny housle, Máchovo divadlo v Litoměřicích, režie hry z cyklu Hirošimská žena.

### Hirošimská žena
Ve vlastní dramatické tvorbě, se soustředila na téma prvního užití atomové bomby v Hirošimě. Na toto téma napsala řadu her. Pro inscenování těchto her založila tvůrčí skupinu Hirošimská žena. Velkou částí hirošimského cyklu tvoří trilogie o českém architektu Janu Letzelovi, který vyprojektoval i tzv. Průmyslový palác v Hirošimě.
Murai vždy uvádí na jeviště pouze ženské postavy. I osudy architekta Letzla jsou pojednány přostřednictvím osudů žen, které hrály určitou roli v jeho životě.
V rámci projektu 2005 – rok mezilidských vztahů mezi EU a Japonskem v ČR bylo v Česku (v Hradci Králové, Náchodě, Turnově, Poděbradech a v Praze) uvedeno o Letzelovi pět představení hry Šimako Murai - Stavitel atomového dómu. Z jednoho představení byl pořízen i filmový záznam.

## Ocenění
- V roce 1988 získala na festivalu v Edinburghu cenu za novou tvorbu.